# もはや戦後ではない
もはや戦後ではない（もはやせんごではない、英語: The post-war is already over）は、中野好夫の評論文のタイトル、日本の流行語。

## 概要
文藝春秋1956年2月号に中野好夫によって寄稿された評論文のタイトル。
1956年7月に発表された経済白書の序文の一節にこの言葉が書かれていた。後藤譽之助によって執筆されていた。経済白書からこの言葉が有名になったため後藤によるオリジナルと思われがちだが、実は中野の評論文から拝借されていた。この言葉は戦後復興の終了を宣言したことを象徴するような言葉であり、当時の流行語になった。当時の日本は戦後復興から朝鮮戦争の特需もあり、戦前水準まで回復して行ったという時期であった。回復を通しての成長は終わり、今後の成長は近代化によって支えられるとされていた。
この言葉は、もう戦後から復興する時代は終わり、これからは新しい時代に入っていくという時代の雰囲気を象徴する言葉として多く用いられている。このことはこれまでの成長を支えてきた復興需要というエンジンが無くなるため厳しい時代に入るということを表していた。だがこの見通しは外れて、日本経済は更に強い成長力を発揮して高度経済成長に入っていった。